# Ise no Taifu
Ise no Taifu o Ise no Ōsuke (伊勢大輔?   989? - 1060?) fue una poetisa y noble japonesa de la era Heian. Su padre fue Ōnakatomi no Sukechika. Ha sido considerada como una de las treinta y seis mujeres inmortales de la poesía y miembro del Chūko Sanjūrokkasen.

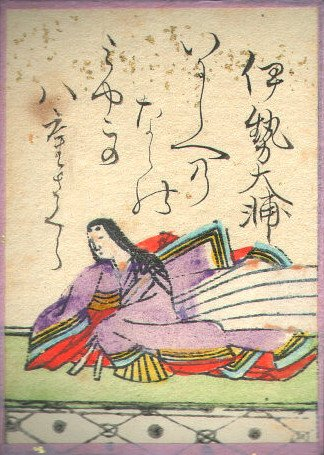
Ise no Taifu, del Ogura Hyakunin Isshu.

Alrededor del 1008 se convirtió en asistente de Fujiwara no Shōshi, Emperatriz Consorte del Emperador Ichijō; fue contemporánea de Murasaki Shikibu e Izumi Shikibu. En los últimos años de su vida fue tutora del Emperador Shirakawa.
Sus obras fueron reconocidas en la antología poética Goshūi Wakashū. Tuvo una colección de poemas propia llamada Ise no Taifu (Ōsuke) Shū.